# Joe Lara
William Joseph Lara (San Diego, California, 2 de octubre de 1962-29 de mayo de 2021) fue un actor y cantante estadounidense, reconocido principalmente por haber interpretado el papel de Tarzán en la película Tarzán en Manhattan y en la serie de televisión Tarzan: The Epic Adventures.

## Biografía

### Carrera
Lara interpretó el papel de Tarzán en el telefilme Tarzán en Manhattan y en la serie Tarzan: The Epic Adventures. También apareció en películas de acción como Steel Frontier y American Cyborg: Steel Warrior. Se retiró del mundo de la actuación en 2002 para convertirse en músico de country.

### Muerte
Falleció el 29 de mayo de 2021 en un accidente aéreo en Smyrna (Tennessee), junto con su esposa y cinco acompañantes que iban en un avión privado que se estrelló en el lago de Tennessee, Estados Unidos.

## Filmografía
- 2002 : Starfire Mutiny
- 2001 : Dead Man's Run
- 2001 : Death Game
- 2000 : Doomsdayer
- 2000 : Very Mean Men
- 1999 : Operation Delta Force 4: Deep Fault
- 1999 : Strike Zone
- 1998 : Conan
- 1998 : Armstrong
- 1998 : Lima: Breaking the Silence
- 1997 : Operation Delta Force
- 1996 : Warhead
- 1996 : Human Timebomb
- 1995 : Final Equinox
- 1995 : Hologram Man
- 1995 : Steel Frontier
- 1993 : American Cyborg: Steel Warrior
- 1992 : Danger Island
- 1992 : Sunset Heat
- 1990 : Gunsmoke: The Last Apache
- 1989 : Tarzán en Manhattan
- 1988 : Night Wars